# Marc Delouze
Pour les articles homonymes, voir Delouze.
Marc Delouze, né en 1945 à Paris est un poète et écrivain français.

## Biographie
Né à Paris, Marc Delouze publie en 1971 son premier recueil, Souvenirs de la Maison des Mots, avec une préface de Louis Aragon (« Par manière de testament »).
Après quelques années de pratique du « petit monde poétique », craignant à son tour de « faire le poète » à l'imitation de tant d'autres, il n'écrit ni ne publie pendant près de vingt ans. Pendant ce temps, afin de monter son premier festival à Martigues, il crée en 1982 avec Danielle Fournier l'association Les Parvis poétiques qui, depuis, organise des événements, des festivals, des expositions sonores et des lectures-spectacles en France et à l'étranger.
Cofondateur de feu le festival Voix de la Méditerranée (Lodève), Marc Delouze a créé  et animé, de1995 à 2005, le festival permanent de toutes les littératures à Paris (18ème). Conseiller littéraire du festival C'Mouvoir (Champs-sur-Tarentaine, Cantal) de sa création, en 2014, à 2023. Concepteur et directeur littéraire d'une Périphérie du Marché de la Poésie, Fécamp, tout un poème, depuis 2020.
Pour Robert Sabatier, «Si on rapproche Marc Delouze de ses aînés, c'est qu'il partage leur désir de propager la poésie par tous les moyens qui lui sont offerts et par ceux qu'il invente hors des modes habituels ».
Contact : marc.delouze@free.fr   

## Publications

### Poésie
- De Guerres lasse, poèmes (avec Alexis Pelletier et Vincent Rougier), Rougier V éd. Collection ficelle et Plis Urgents, 2024.
- Fécamp - Trikala aller-retour, poésies partagées avec Ilias Kéfalas, bilingue grec et français, 2022  (ISBN 978-960-615-492-8)
- La Divine Pandémie, éditions AEthalidès, 2022  (ISBN 978-2-491517-16-8)
- Les confins circulaires, sur des dessins de Michel Dejean, éd. Lire-Objet, 2020
- De rupestre mémoire, conversations avec des tableaux de Jean Villalard et de Patricia Nikols, col. ficelle partagée, Rougier V éd. janvier 2020
- Deuil du singe, Cahiers du Loup bleu, Les lieux-Dits, 2018 -
- Petits Poèmes Post-it, Maelstrom éditions, coll. Bookleg, 2018
- L'invention du paysage, avec des peintures de Michel Déjean, Lieux-Dits éditions, 2016
- Le chant des terres, La Porte, 2014
- 14975 jours entre Souvenirs de la Maison des mots et Poésie en phase terminale, la Passe du vent, 2012  (ISBN 978-2-84562-188-6)
- Yeou - Piéton des terres, poème, la Passe du vent, 2007  (ISBN 978-2-84562-113-8)
- Épouvantails, poèmes, éditions Lanore - Alchimies poétiques, 2002  (ISBN 2-85157-222-9)
- T'es beaucoup à te croire tout seul, (poème), La passe du vent, 2000
- Matière à dé-lire, Messidor/Temps actuels, 1983  (ISBN 2-201-01637-2)
- Matière à dire, Fontenay-sous-Bois, 1982
- S.O.S. Poème en trois mouvements sur Saucerfull Of Secret, du Pink Floyd, Cahier 17 de poésie, revue Europe, 1974
- Souvenirs de la maison des mots, précédé de : Par manière de testament d'Aragon, les Éditeurs français réunis, 1971[2]

### Théâtre
- Mai68 aussi loin que possible, monologue pour trois voix, préface de Joël Jouanneau, éditions Les Cygnes, septembre 2020.

### Récits
- Le Vieux Nègre est toujours là, Un récit d'Amériques, AEthalidès, 2025.  (ISBN 978-2-491517-43-4)
- Chroniques du purin, roman, l'Amourier, 2016  (ISBN 978-2-36418-031-4)[6]
- C'est le monde qui parle, récit, Verdier, 2007  (ISBN 978-2-86432-490-4)[7],[8]
- L'homme qui fermait les yeux sans baisser les paupières, Le bruit des autres, 2002  (ISBN 2-914461-12-7)
- rue des martyrs, Le bruit des autres, 2003  (ISBN 2-914461-26-7)
- Dames de chœur, Le bruit des autres, 2004  (ISBN 2-914461-37-2)

### Livres d'artistes
- Florence effondrée, avec des dessins de Catherine Fourniau, Signum, 2023
- reXister, sur des encres de Danielle Loisel, Signum, 2023
- Des oiseaux crucifiés dans un ciel de papier, un dialogue avec des encres de Istvan Nayg, Signum, 2022
- La main des mots griffant la nuit, avec le poète hongrois Tibor Zalan. Sur des peintures d’Istvan Nayg et de Danielle Loisel, Signum, 2020
- Un homme rien qu’une fois avec Jean-Louis Espilit, Les Rencontres Contemporaines, 2004
- Dans la bouche le sable du silence avec Patricia Nikols, Transignum, 200
- Narcisse en Hamlet, avec une encre de Patricia Nikols, Éditions Daniel Leuwers, 2007, Richesses du Livre pauvre Gallimard, 2008
- Diogène à la lampe borgne (Transignum, 2011)
- L'homme qui fermait les yeux, aquarelles de Marc Giai-Miniet, Éditions de la Lune bleue, 2012
- L’aimant du vide attire le silence des formes, poème, aquarelle de Marc Giai-Miniet, Editions du nain qui tousse, 2012
- Noué, poème, avec une gravure aquarellée de Marc Giai-Miniet, Les éditions du nain qui tousse, 2013
- Arraché, poème, avec une gravure aquarellée de Marc Giai-Miniet, Les éditions du nain qui tousse, 2013
- Le sel du silence, poème, avec 21 variations plastiques de Patricia Nikols, Les Cahiers du Museur, coll. À côté, 2016
- Frontières dépliées, poème sur une peinture de Germain Roesz, Lieux-Dits éd., coll. Les uniques, 2018
- La pierre, la mer, la parole, 64 variations sur des peintures de Philippe Lepeut, Lieux-Dits éd., coll. Bandes d'artistes, 2018.

### Essais
- La diagonale des poètes (avec Jean-Luc Pouliquen et Danièle Fournier), préface de Henri Meschonnic, La Passe du Vent, 2002,  (ISBN 2-84562-049-7).
- Des poètes aux Parvis, Anthologie poétique, La passe du vent, 2007,  (ISBN 978-2-84562-119-0).

### Traduction
- Poèmes de Younous Emre, (avec Guzine Dino), Dessins de Abidine Dino. Publications orientalistes de France, 1973
- Incitation au Nixonicide et éloge de la révolution chilienne, Pablo Neruda, Éditeurs français réunis, 1973[9]
- Anthologie de la poésie hongroise, coédition Corvina (Budapest) et Éditeurs français réunis (Paris), 1978
- Le chien aveuglé par la lune, Tibor Zalàn, traduction du hongrois avec Jenö Farkas, Palamart, 2017

## Filmographie
- 2016 : Les Poètes sont encore vivants de Xavier Gayant[10]